# Michael Preetz
Michael Preetz (Düsseldorf, 1967. augusztus 17. –) korábbi német válogatott labdarúgó. Jelenleg a Hertha BSC vezérigazgatója.
A német válogatott tagjaként részt vett az 1999-es konföderációs kupán, valamint a nyugat-német U21-es válogatottal az 1987-es ifjúsági labdarúgó-világbajnokságon.

## Sikerei, díjai
- Fortuna Düsseldorf
  - Bundesliga 2: 1988-89
- Saarbrücken
  - Bundesliga 2: 1991-92
- Hertha BSC
  - Német ligakupa: 2001 2002